# 元朔
元朔（前128年—前123年）是汉武帝的第三个年号，以纪念前129年卫青打击朔方（北方）匈奴祭祀祖先的龙城。这是首次西汉对匈奴的主动出击。使用元朔这个年号一共6年。

## 源由
《漢書·律曆志》：「元朔六年十一月甲申朔旦冬至，《殷曆》以為乙酉，距初元七十六歲。」

## 年號爭議
元朔年號問題，學界目前有兩種看法：
其一認為年號為漢武帝後來追命，此派依據《史記·封禪書》、《漢書·郊祀志》的記載「有司言元宜以天瑞命，不宜以一二數。一元曰『建』，二元以長星曰『光』，三元〔以日月復始曰『朔』，四元〕以郊得一角獸曰『狩』云」，認為在武帝元鼎三年時新作出來，再往前追加所定的。宋代的司馬光，清代的錢大昕、趙翼、王先謙、周壽昌，近代的辛德勇均支持此論。辛德勇認為當時以一、二、三、四數紀元，太初元年以前，現實生活中一直沒有正式採用以年號紀元的方式，並舉例漢代銅器銘文有「四元七年正月甲寅造」一文以証明此論。
其二認為年號為漢武帝登基時創制使用，並舉出《筠清馆金石记》、《小校經閣金文》、《藤花亭鏡譜》收錄的金文中有銘刻「建元」、「元朔」、「元光」、「元狩」等年號，認為這些文物上的款识都应该是当时所记，从而判断出元鼎之前年号并非追加的。李崇智即謂「以上諸器年款足以証明漢武帝建元、元光等並非後來追命」。辛德勇從銘文形式、器制、管理制度，認為這些漢代器物多數皆出自後人所偽造的贗品，不能証明當時已使用年號紀元。

## 纪年
| 元朔 | 元年    | 二年    | 三年    | 四年    | 五年    | 六年    |
| ---- | ------- | ------- | ------- | ------- | ------- | ------- |
| 公元 | 前128年 | 前127年 | 前126年 | 前125年 | 前124年 | 前123年 |
| 干支 | 癸丑    | 甲寅    | 乙卯    | 丙辰    | 丁巳    | 戊午    |

## 大事记
- 元朔元年（前128年），朝廷在東濊、臨屯之地設立蒼海郡，以阻絕朝鮮與匈奴。
- 元朔三年（前126年），封濟北王子侯國安陽、羽，屬平原郡。

## 参看
- 中國年號索引

| 前一年號： 元光 | 西漢年號 元朔 | 下一年號： 元狩 |